# André Dias
André Dias, właśc. André Gonçalves Dias (ur. 15 maja 1979 w São Bernardo do Campo) – piłkarz brazylijski grający na pozycji środkowego obrońcy.

## Kariera klubowa
Do dorosłego futbolu trafił w 1999, kiedy przeniósł się z małego Palestra de São Bernardo do Parany, z którą wywalczył awans do brazylijskiej ekstraklasy. W zespole z Kurytyby występował do połowy 2002 roku (wystąpił z nim w 24 meczach pierwszoligowych), gdy został zatrudniony przez CR Flamengo. W Rio spędził rok, by następnie przejść na kilka miesięcy do amazońskiego Paysandu SC, dla którego zagrał 26 meczów w lidze i strzelił 1 gola.
Na początku 2004 trafił do Goiás EC i grał tam dwa sezony występując w 74 spotkaniach o mistrzostwo Brazylii. W styczniu 2006 został zakontraktowany przez ówczesnego klubowego mistrza świata – São Paulo FC, w którym odniósł dotychczas swoje największe sukcesy. Razem z drużyną wygrał trzykrotnie z rzędu mistrzostwo Brazylii w latach 2006-2008. W każdym z tych sezonów należał do wyróżniających się zawodników formacji defensywnej. W 2008 został wybrany do ligowej jedenastki sezonu oraz zajął drugie miejsce w rankingu na najlepszego zawodnika rozgrywek przegrywając tylko z kolegą klubowym Rogério Cenim. W 2009 roku, w wyniku kontuzji Rogério, często powierzano mu rolę kapitana zespołu.
Pierwszego dnia lutego 2010 za 2,5 miliona euro trafił do włoskiego S.S. Lazio.

## Kariera reprezentacyjna
Dzięki świetnym występom w klubie oraz zawieszeniu za kartki podstawowego defensora Brazylii Lúcio został 7 września 2009 po raz pierwszy w swej karierze powołany do kadry narodowej na mecz przeciwko Chile w ramach eliminacji do MŚ 2010, jednak nie zadebiutował.